# Prosauropoda
Prosauropoda (prosauropodi) byla skupina poměrně velkých býložravých plazopánvých dinosaurů, kteří vznikli již ve svrchním triasu, asi před 230 miliony let.
Prosauropodi vznikli z malých forem a patří k nejstarším známým dinosaurům vůbec. Postupně dosáhli značné velikosti (délky 6 až 10 m), jejich příbuzní sauropodi byli největšími suchozemskými zvířaty vůbec. Typickým znakem této skupiny byly sloupovité končetiny, soudečkovité tělo a dlouhý krk i ocas. Hlava byla stejně jako u sauropodů v poměru k tělu velmi malá. Prosauropodi vymřeli ještě během spodní jury, jejich místo v ekosystémech většinou zabrali sauropodní dinosauři.
Dříve se předpokládalo, že prosauropodi jsou předkové sauropodů, dnes se však paleontologové kloní k názoru, že jde o dvě byť příbuzné, tak samostatně vzniknuvší vývojové větve.
Dnes se tento taxon již obecně nepoužívá a místo něj je obvykle stanovován klad Sauropodomorpha nebo Sauropodiformes. K červenci roku 2020 bylo známo 66 druhů těchto primitivních sauropodomorfů, kteří nespadají do skupiny Sauropoda.

## Taxonomie
Dle Yatese (2003) a Galtona (2001).
- Podřád Sauropodomorpha
  -  ?Azendohsaurus
  - Saturnalia
  - Thecodontosaurus
  - Efraasia
  - Panphagia
  - Infrařád PROSAUROPODA
    -  ?Yimenosaurus
    -  ?Mussaurus
    - Čeleď Riojasauridae
      - Eucnemesaurus
      - Riojasaurus

    - Plateosauria
      - Čeleď Plateosauridae
        - Plateosaurus
        - Sellosaurus
        - Unaysaurus?

      - Čeleď Massospondylidae
        - Coloradisaurus
        - Lufengosaurus
        - Massospondylus
        - Yunnanosaurus
        - Jingshanosaurus
        - Ngwevu